# Augusto Scaramella Manetti
Augusto Scaramella Manetti (Arsoli, 17 marzo 1853 – Roma, 12 gennaio 1920) è stato un agronomo, dirigente d'azienda e politico italiano.
Di famiglia modesta si laurea in agronomia e subito dopo entra nell'amministrazione delle terre della famiglia Torlonia come organizzatore delle coltivazioni negli appezzamenti da poco bonificati nella zona del Fucino. È stato uno dei primi ad essere insignito della medaglia d'oro al merito agricolo. Consigliere provinciale di Roma per il mandamento di Arsoli, ha presieduto l'amministrazione ospedaliera e la camera di commercio di Roma.